# نرگس تپه
نرگس تپه مربوط به اواسط هزاره اول قبل از میلاد است و در شهرستان گرگان، روستای علی‌آباد واقع شده و این اثر در تاریخ ۲۳ فروردین ۱۳۴۶ با شمارهٔ ثبت ۷۳۷ به‌عنوان یکی از آثار ملی ایران به ثبت رسیده است.
در هفت کیلومتری شمال شهر گرگان و ۳۵ کیلومتری شرق دریای مازندران قرار دارد. این تپه در سال‌های ۸۵–۱۳۸۳ توسط کارشناسان اداره کل میراث فرهنگی استان گلستان مورد کاوش قرار گرفته و در طی این پژوهش‌ها آثار معماری، تدفین‌های انسانی، اشیای سفالی، فلزی، استخوانی کشف شده است